# Europaschutzgebiet Verwall (Vorarlberg)

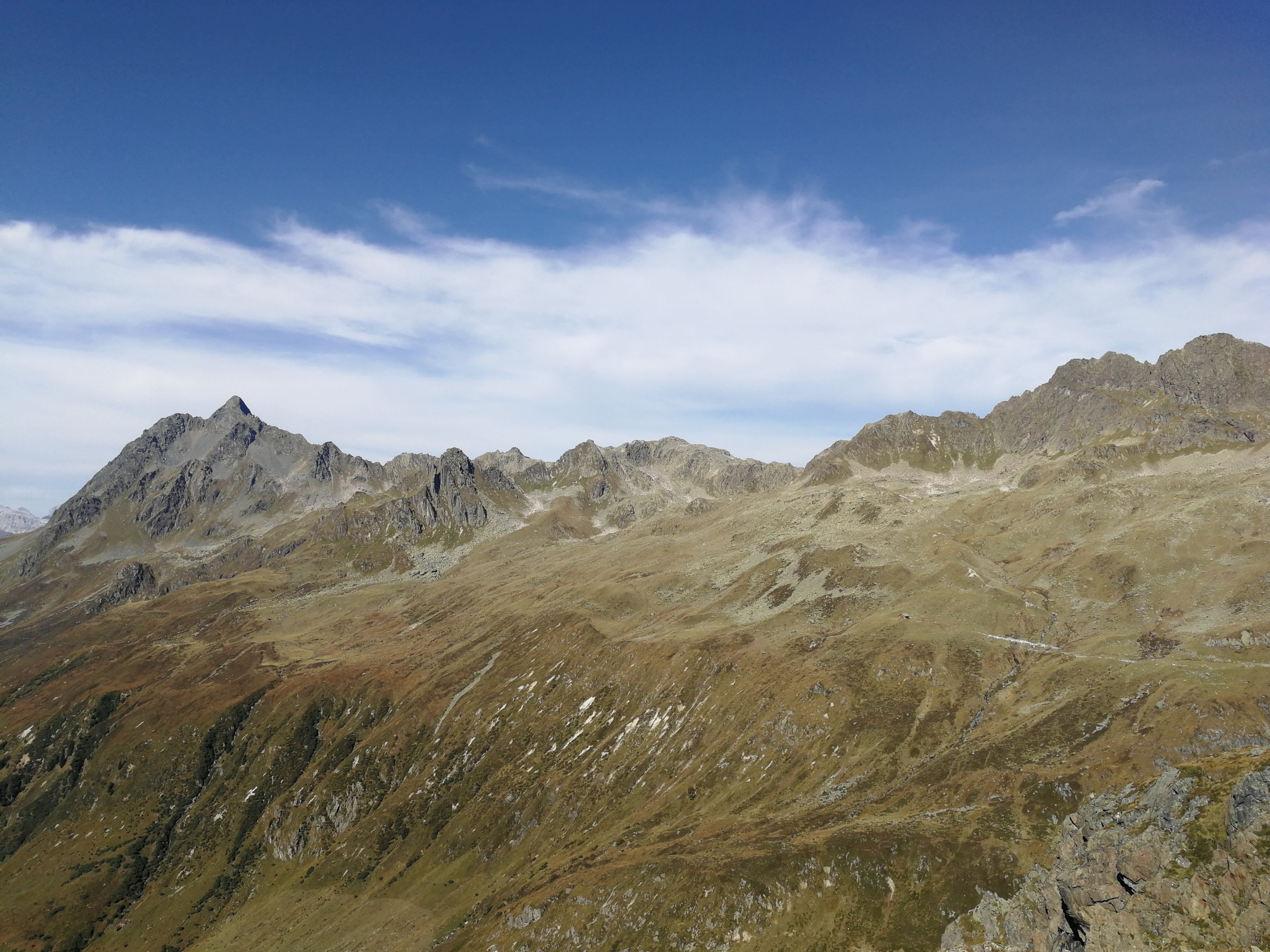
Valschavieler Maderer und Schwarze Wand

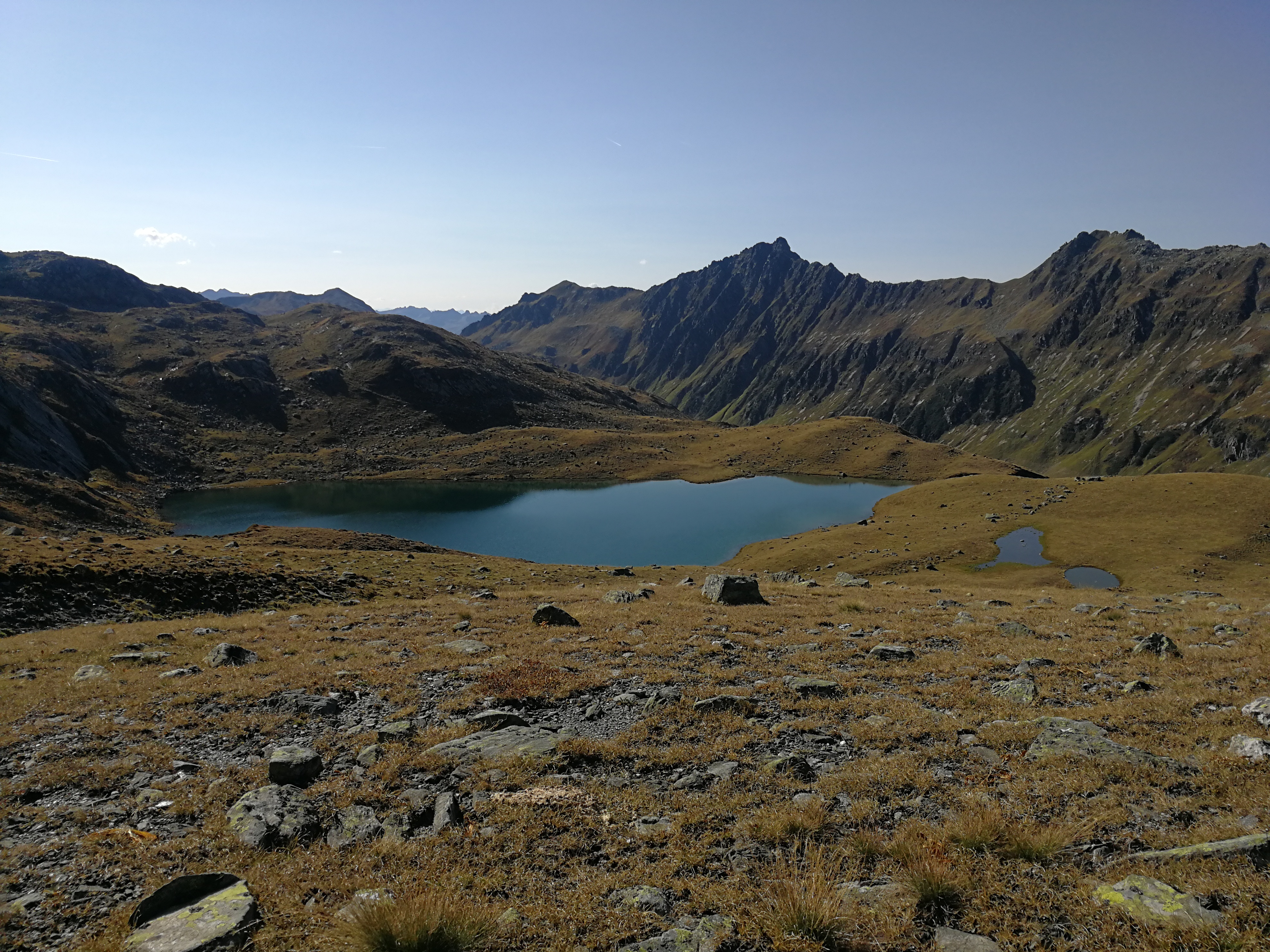
Verbellakopf

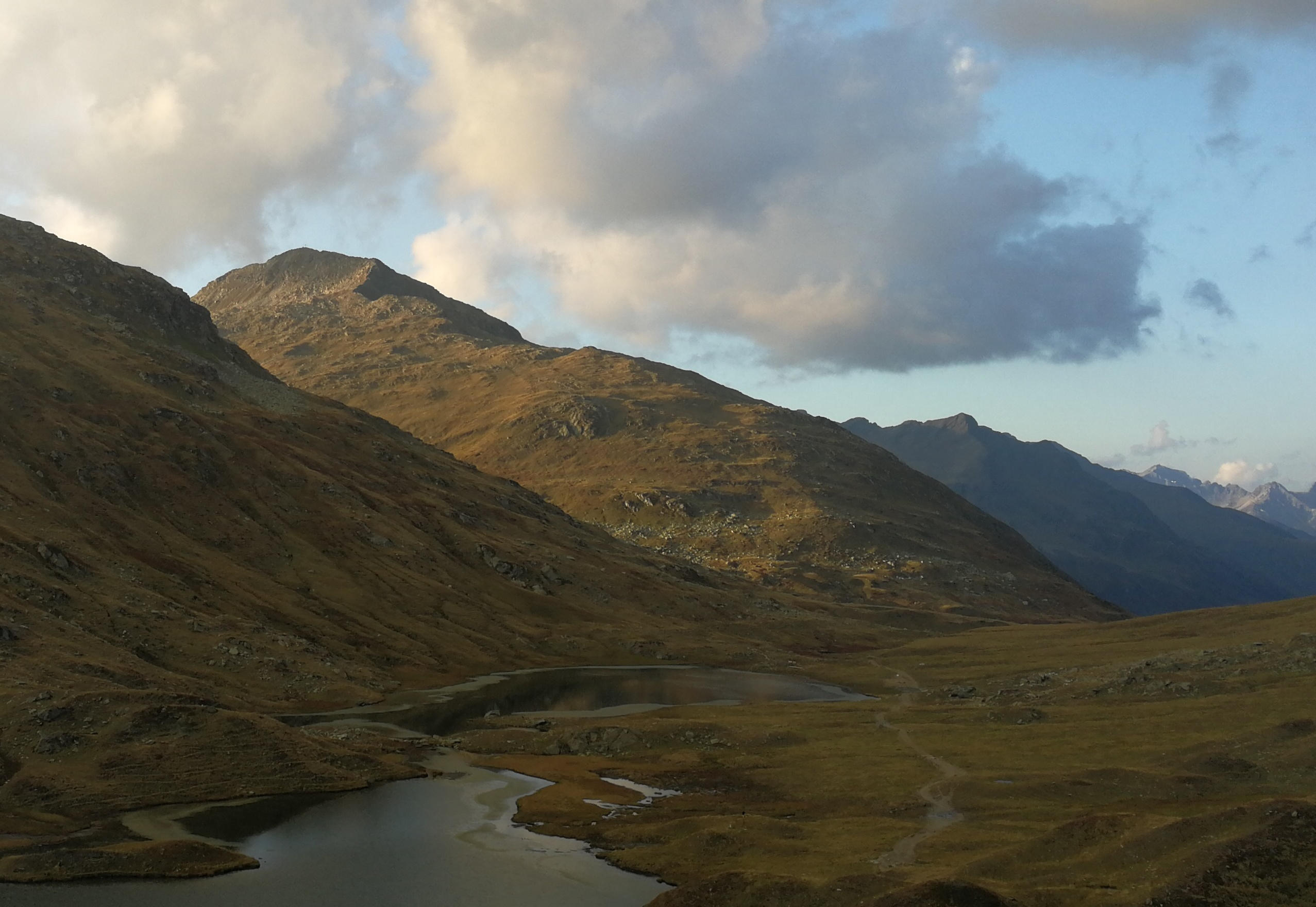
Valschavielkopf

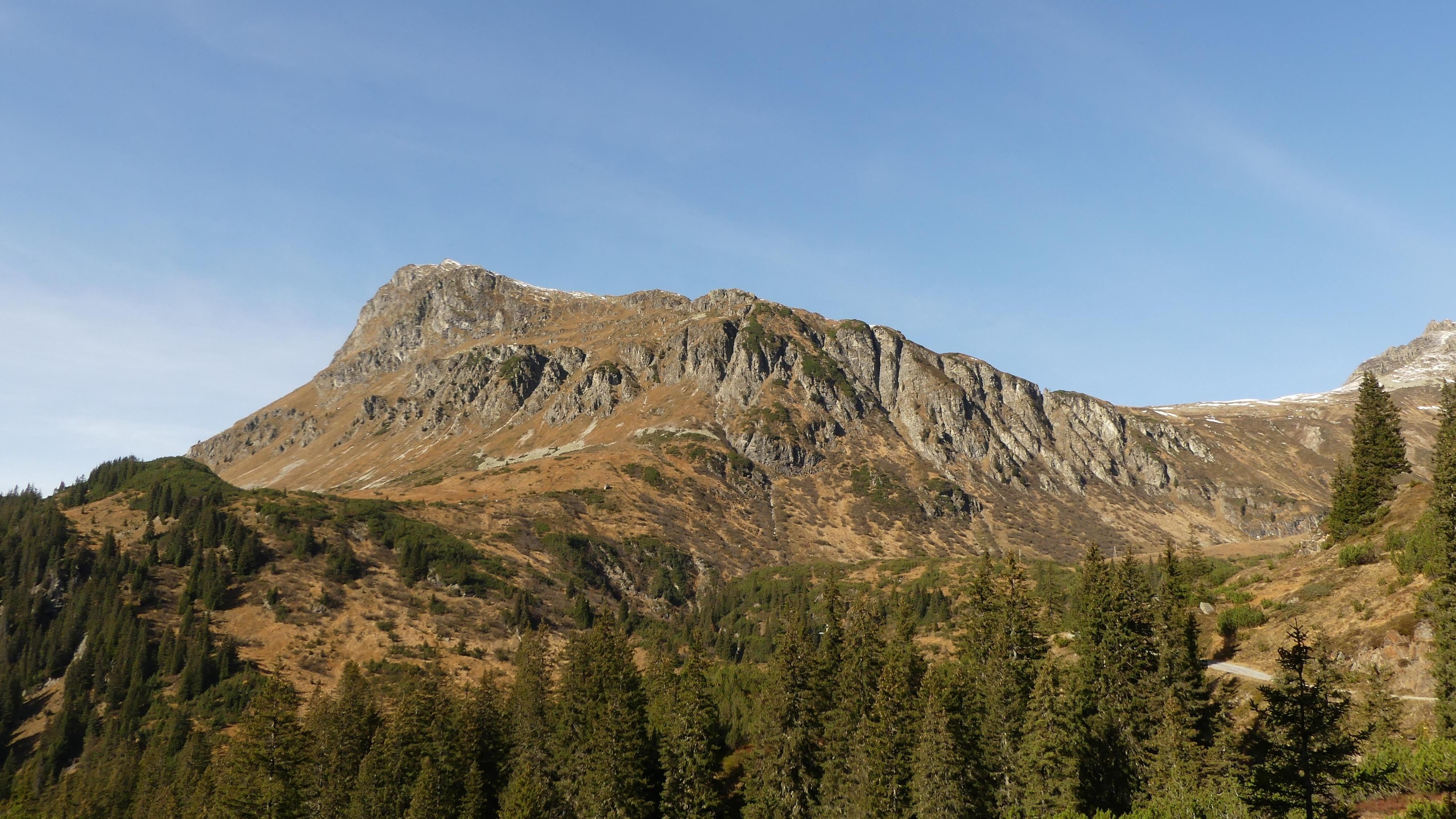
Versalspitze

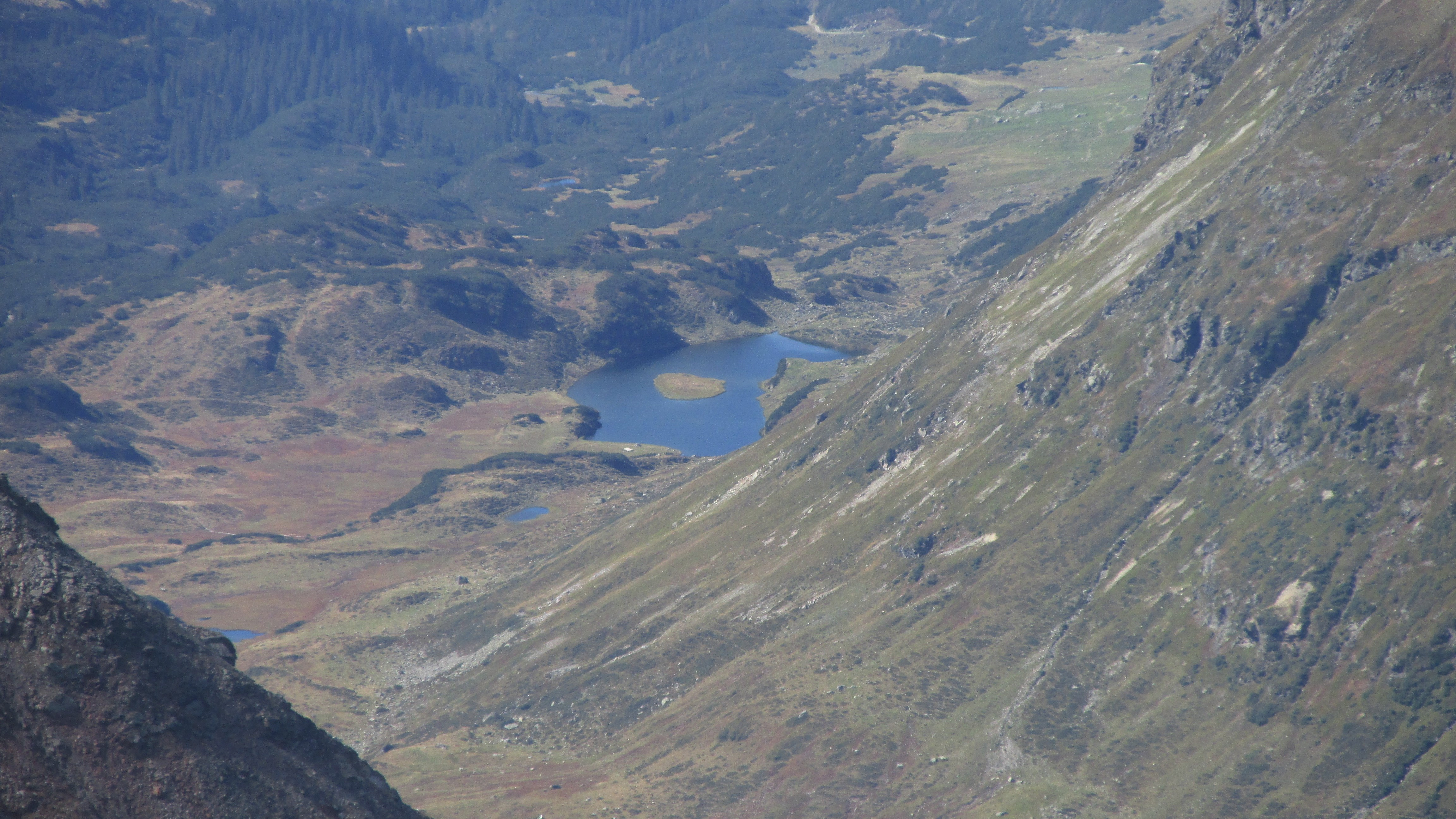
Langsee im Talschluss des Silbertals

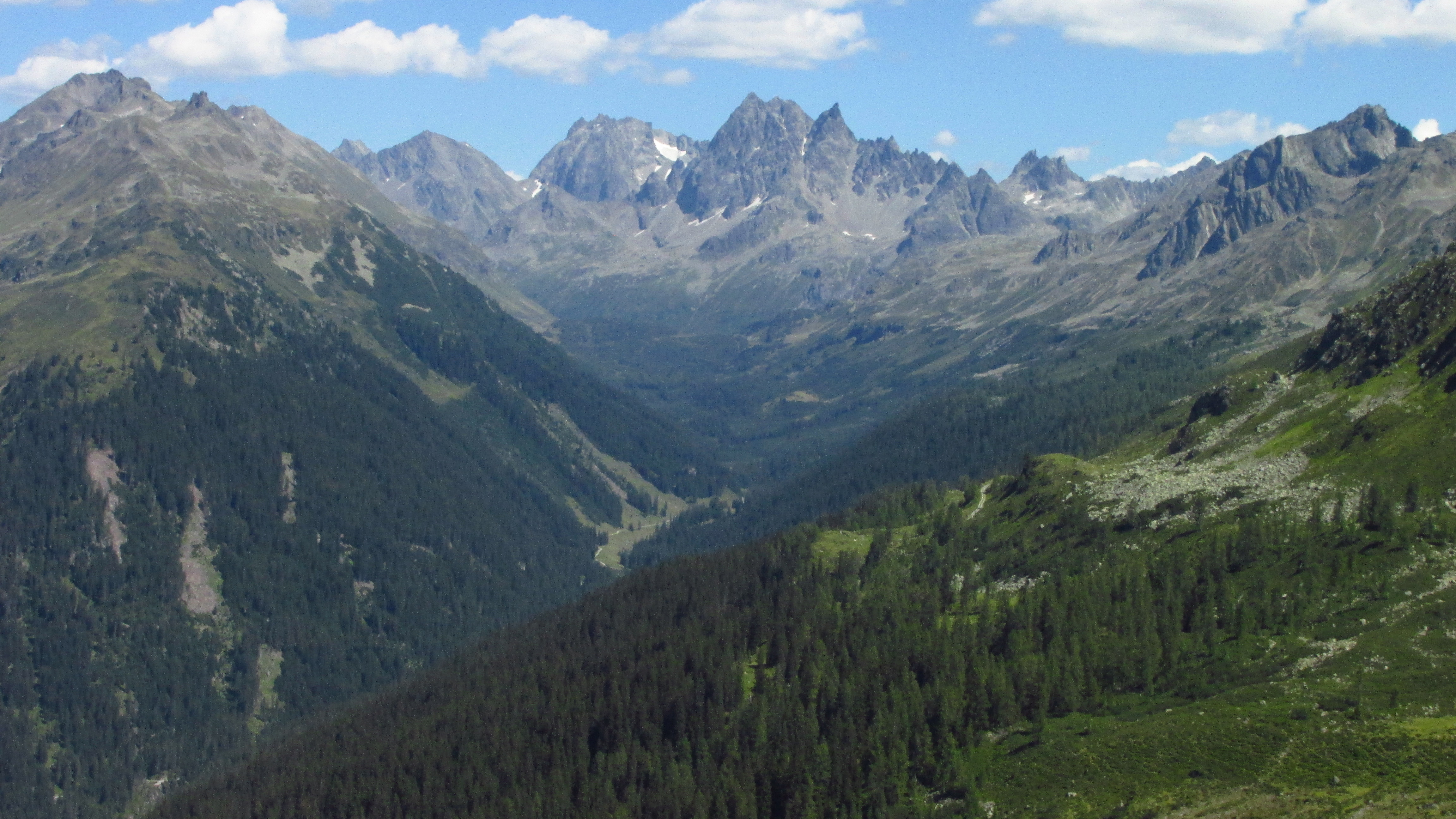
Hinteres Silbertal und Patteriol

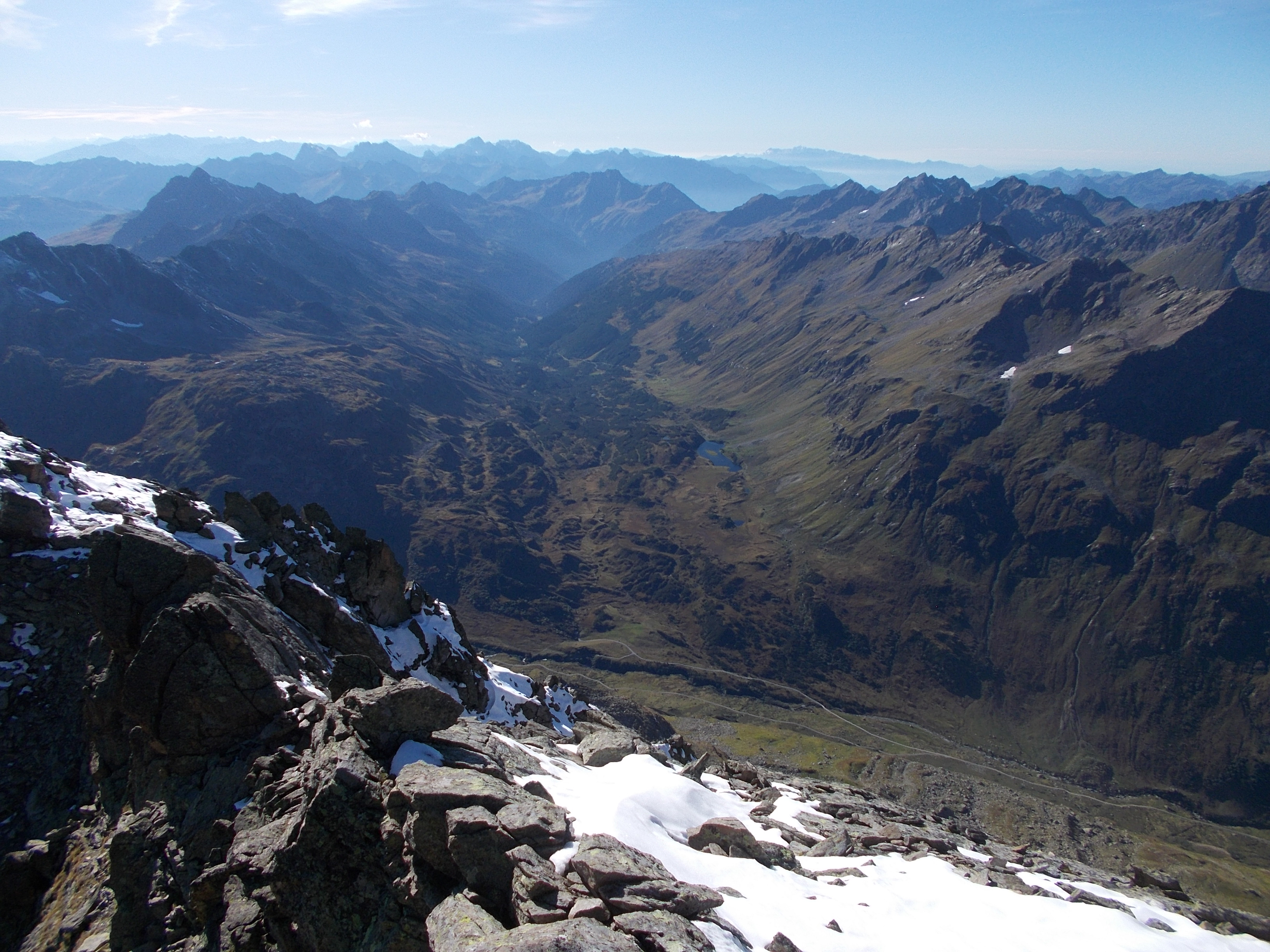
Blick vom Patteriol ins hintere unbewohnte Silbertal

Das Europaschutzgebiet Verwall liegt im Vorarlberger Teil des Verwalls, eines Gebirges in den Zentralen Ostalpen. Es ist mit über 120 km2 das größte Schutzgebiet Vorarlbergs und liegt auf 1160 bis 2912 m Höhe.
Durch die Abgeschiedenheit, die alpine Lage und die vielfältige Struktur des Gebiets sind hier natürliche Lebensräume für vom Aussterben bedrohte Tiere und Pflanzen erhalten geblieben.

## Rechtsgrundlage
Nach der Flora-Fauna-Habitat-Richtlinie 92/43/EWG hat die Vorarlberger Landesregierung per Verordnung als Natura-2000-Gebiet ausgewiesen. Das Schutzgebiet ist insbesondere ein Vogelschutzgebiet gemäß der Vogelschutzrichtlinie der Europäischen Union.

## Lage
Das Schutzgebiet liegt im östlichen Teil des Vorarlberger Teils des Verwalls, der nicht besiedelt ist und nicht als Schigebiet benutzt wird. Die Umgrenzung ist entlang der Linie von Norden im Uhrzeigersinn: 500 m südlich des Westportals des Arlberg Straßentunnels – Westlicher Maroikopf – Grenze Tirol/Vorarlberg – Schrottenkopf – Westliche Fluhspitze – Wiegensee – Tafamuntbahn Bergstation – entlang der Waldgrenze – Schleimersch – Bergstation Freda Bahn – Gieslabach – Stezuggraben – entlang der Waldgrenze im Tal des Portschabachs – südlich des Schigebiets Sonnenkopf – Burtschakopf – Nenzigastbach – 500 m südlich von Langen am Arlberg.

## Topographie
Das Schutzgebiet ist stark gegliedert durch Gebirgsbäche, Talkessel und Bergketten.

### Albonabach
Das hintere Tal des Albonabaches liegt im Schutzgebiet, die dortige Kaltenberghütte liegt knapp außerhalb.

### Nenzigastbach
Das Nenzigasttal liegt fast zur Gänze im Schutzgebiet. Nur der Taleingang steht nicht unter Schutz, obwohl dort mehrere wertvolle Hochmoore und eine naturbelassene Schlucht des Nenzigastbaches liegen. Die Hochmoore bilden das Biotop Nr. 11208 mit dem Namen Schwendi, Schneckenböden, Riedboden und bestehen aus mehreren Teilflächen mit insgesamt 18,56 ha. Ein nicht öffentlich befahrbarer Güterweg geht bis zur Alpe Nenzigast, danach existiert nur ein Wanderweg mit Abzweigungen Richtung Thüringer Alpe und Bettler Alpe.

### Eisentaler Gruppe
Die Kette der Eisentaler Gruppe vom Fellimännle über Lobschild, Silbertaler Lobspitze, Gaflunaspitze bis zur Östlichen Eisentaler Spitze ist nicht erschlossen. Hier befindet sich unter anderem das Biotop Gritscher Seegebiet rund um den Gritscher See.

### Kaltenberggruppe
Der Vorarlberger Teil gehört zum Schutzgebiet, darunter auch der obere Kaltenberger See. Am Kaltenberg gab es einen Gletscher, der durch die globale Erwärmung praktisch zur Gänze verschwunden ist. Die beiden Kaltenberger Seen sind Überbleibsel davon. Auf den Luftbildern im Vorarlberg Atlas ist der Rückgang gut sichtbar.

### Gaflunabach
Das Rindertal (Tal des Gaflunabaches) befindet sich zur Gänze im Schutzgebiet. Ein nicht öffentlich befahrbarer Güterweg geht bis zur Putzkammeralpe am Taleingang, danach existiert nur ein Wanderweg. Auf einem Sattel ins Nenzigasttal liegt die Neue Reutlinger Hütte in knapp 2400 m Höhe.

### Drosberggruppe
Die Drosberggruppe, auch Gafluner Mutt genannt,  mit Gaflunamutt, Gaflunakopf, Pfannseekopf und Drosberg ist eine Bergkette ohne Forst- und Güterwege und sogar ohne Wanderwege. Auf der Bergkette selbst gibt es keine Wälder und keine Alpweiden, die Landschaft ist sehr karg, aber völlig naturbelassen. Vor mehr als 50 Jahren wurde die Schafweide hier aufgelassen.

### Hinteres Silbertal
Ab der Einmündung des Gieslabaches gehört das Silbertal zum Schutzgebiet. Die Litz fließt anfangs durch eine unzugängliche Schlucht. An den Hängen befinden sich mehrere Alpen, die Giesla Alpe, die Rona Alpe, die Gafluna Alpe, die Dürrwaldalpe und die Freschalpe im Talschluss. Dort befindet sich auch der Langsee. Der Dürrwald ist ein Naturwaldreservat.

### Madererkamm
Der Madererkamm mit dem Valschavieler Maderer ist das Zentrum des Schutzgebiets. Es gibt weder Forst- noch Güterwege. Eine Variante des Zentralalpenweges (02A) führt südlich des Kammes hier durch, der Abschnitt heißt Womser Weg. Zwischen Schleimersch und Dürrkopf kann der Hauptkamm überquert werden, vorbei am Oberen und Unteren Alpguessee hinunter ins Hintere Silbertal. Östlich davon gibt es keine querenden Wanderwege mehr, die Kette vom Dürrkopf über den Valschavieler Maderer, Frastafaller Spitz, Giampspitze bis zum Valschavielkopf ist daher völlig naturbelassen und ungestört.

### Valschavielkamm
Die Valschavielberge zwischen Valschavieltal und Verbellatal sind nur teilweise im Schutzgebiet. Das untere Valschavieltal bis zum Valschaviel Vorsäß und die Hänge in den Montafoner Talgrund sind ausgenommen. Der Wiegensee und seine Umgebung sind ein eigenes Europaschutzgebiet und zusätzlich im Europaschutzgebiet Verwall  integriert. Im Wiegensee ist baden verboten.

### Verbellatal
Das Verbellatal gehört ebenfalls zum Schutzgebiet. Ganz am Ende liegt die Neue Heilbronner Hütte am Verbellner Winterjöchle. Hier liegen mehrere Seen und zahlreiche Moore. Der Scheidsee liegt auf der Grenze zu Tirol.

## Schutzgüter
Durch die Größe und Abgeschiedenheit ist hier ein wertvoller Rückzugsort für bedrohte Tiere. Die hochalpine Lage und die Übergänge von verschiedenen geologischen Zonen und Böden bieten Lebensräume für seltene Pflanzen.

### Schützenswerte Landschaften
Das Gebiet ist geprägt von sehr unterschiedlichen und naturnahen oder völlig natürlichen Lebensräumen:
- Lärchen-Zirbenwälder
- Bodensaure Fichtenwälder
- Borstgrasrasen
- Bergmähwiesen
- Flachmoore
- Übergangsmoore
- wachsende Hochmoore
- kleine Seen
- Ufergehölze
- Latschen-, Erlen- und Alpenrosengebüsche
- Silikatschutthalden
- schroffe Felslebensräume[1]

### Säugetiere

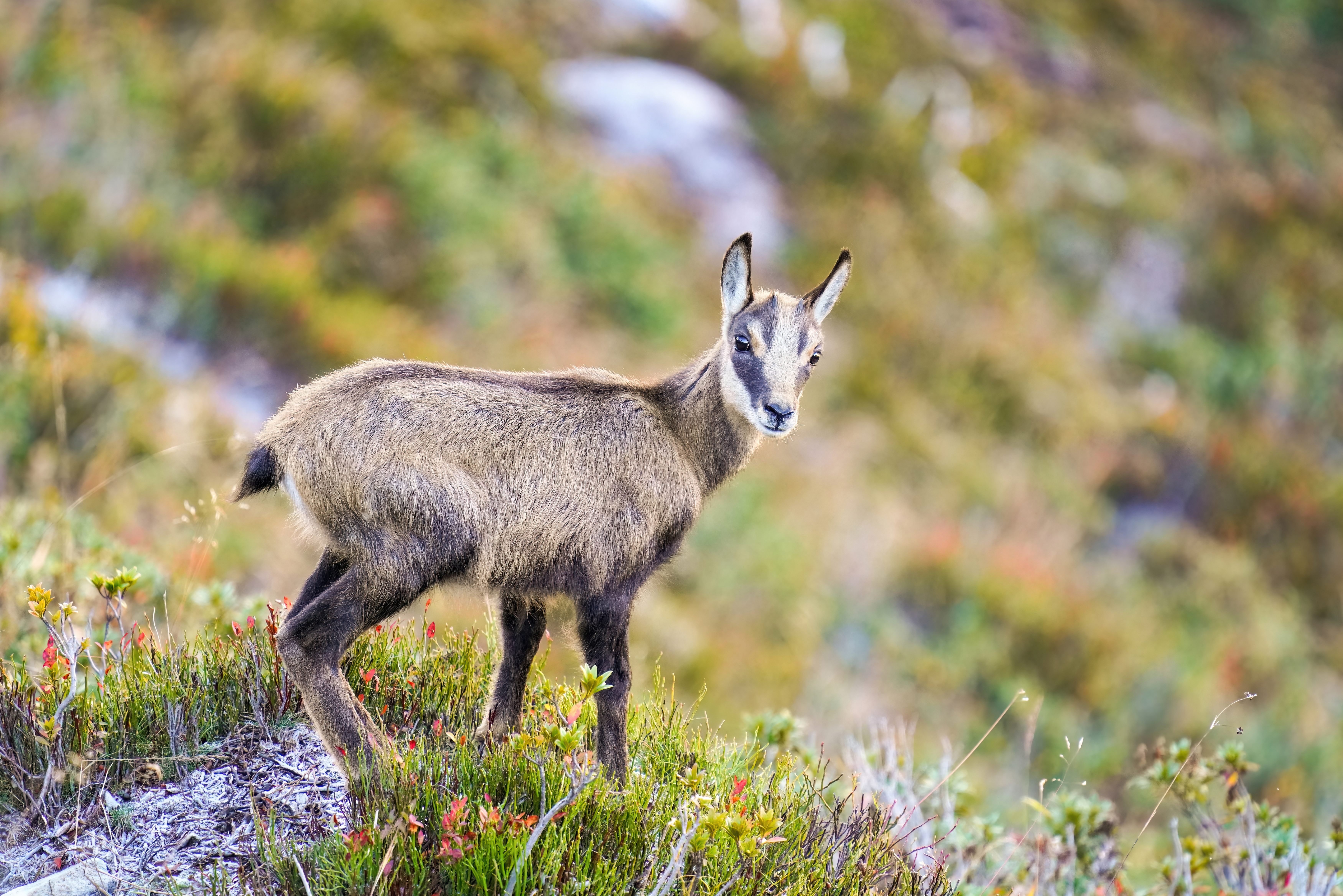
Gams Kitz

Wild lebende Säugetiere stehen generell unter Schutz, die Jagd ist streng geregelt. Größere Säugetiere im Schutzgebiet sind vor allem:
- Steinböcke
- Gämse
- Murmeltiere[1]
- Rothirsche

### Schützenswerte Vögel

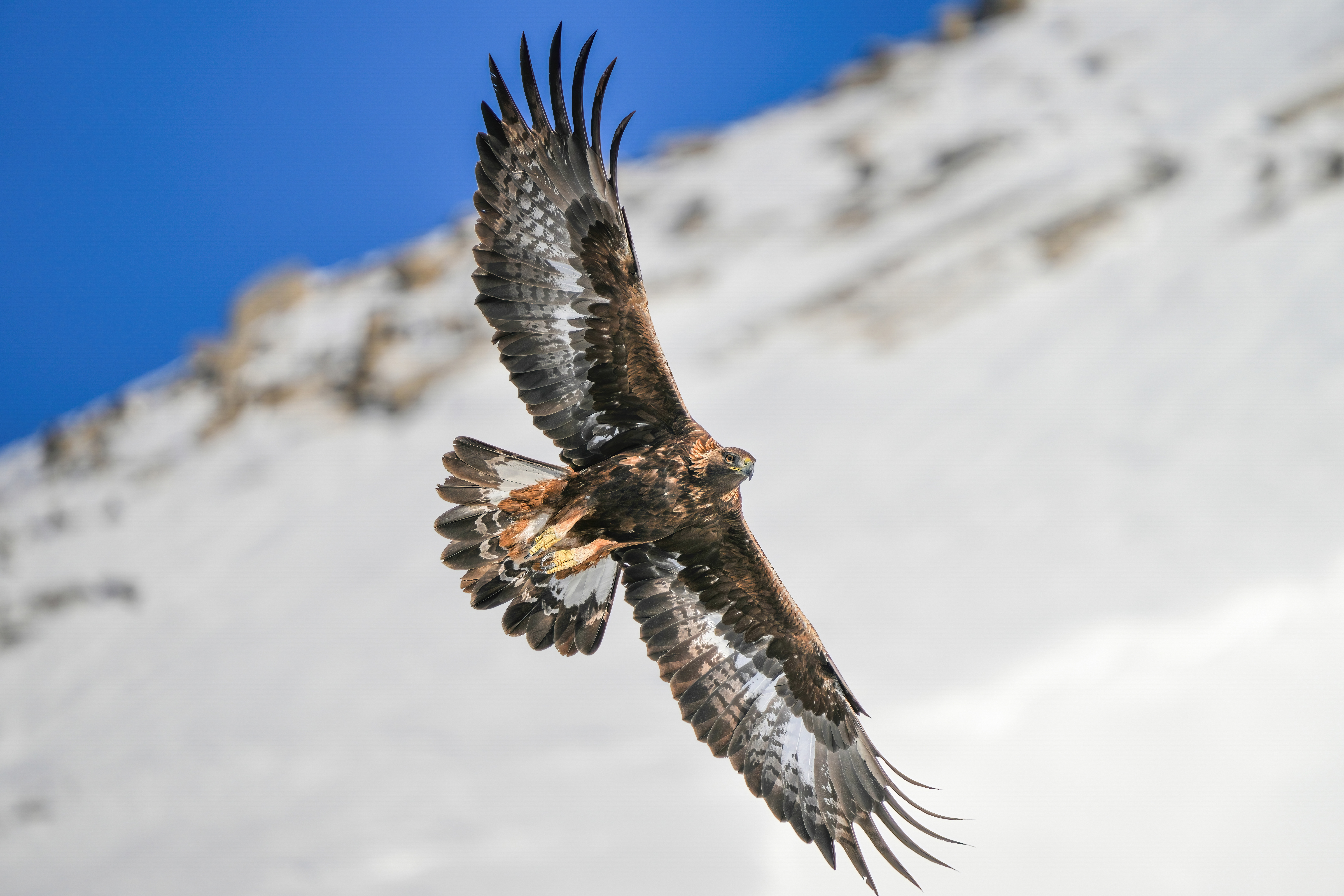
Steinadler im Flug

In diesem Gebiet kommen viele besonders bedrohte Vögel vor:
- Wanderfalken
- Steinadler
- Alpenschneehühner
- Auerhühner
- Birkhühner
- Haselhühner
- Dreizehenspechte
- Schwarzspechte
- Sperlingskauze
- Uhus[1]

### Schützenswerte Reptilien

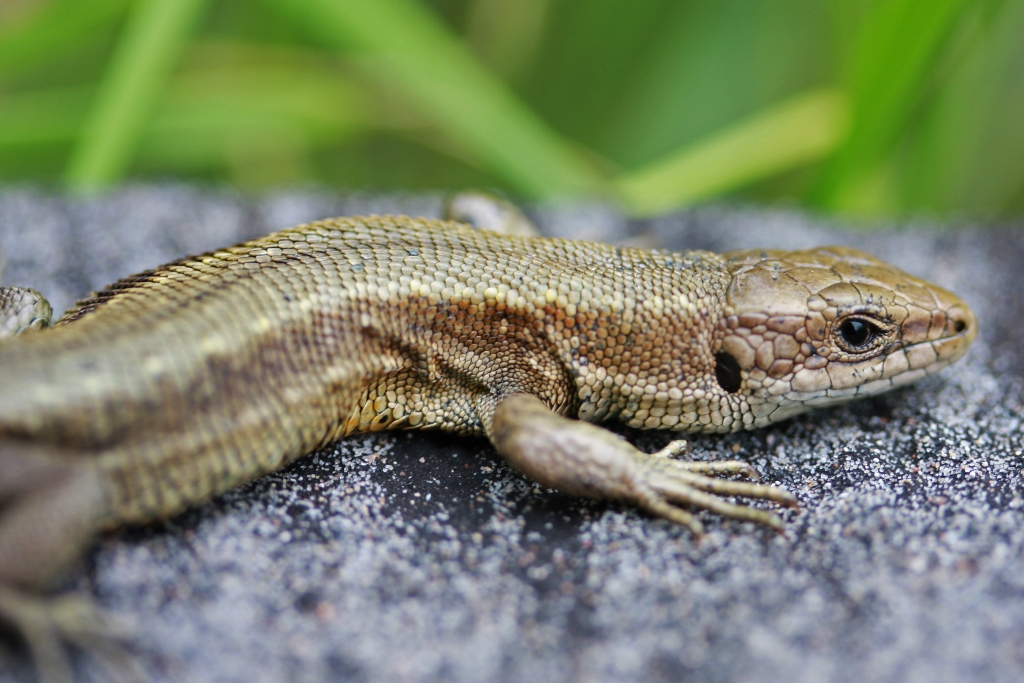
Bergeidechse

Durch die Kälte können hier nur wenige Reptilien überleben, Mooreidechsen bzw. Bergeidechsen haben sich aber an das alpine Klima angepasst. Im Gafluner Mutt gibt es auch Kreuztottern.

### Schützenswerte Amphibien
In den Feuchtgebieten und Seen leben hochangepasste Amphibien:
- Grasfrösche[1]
- Bergmolche[1]
- Erdkröten[4]

### Schützenswerte Pflanzen

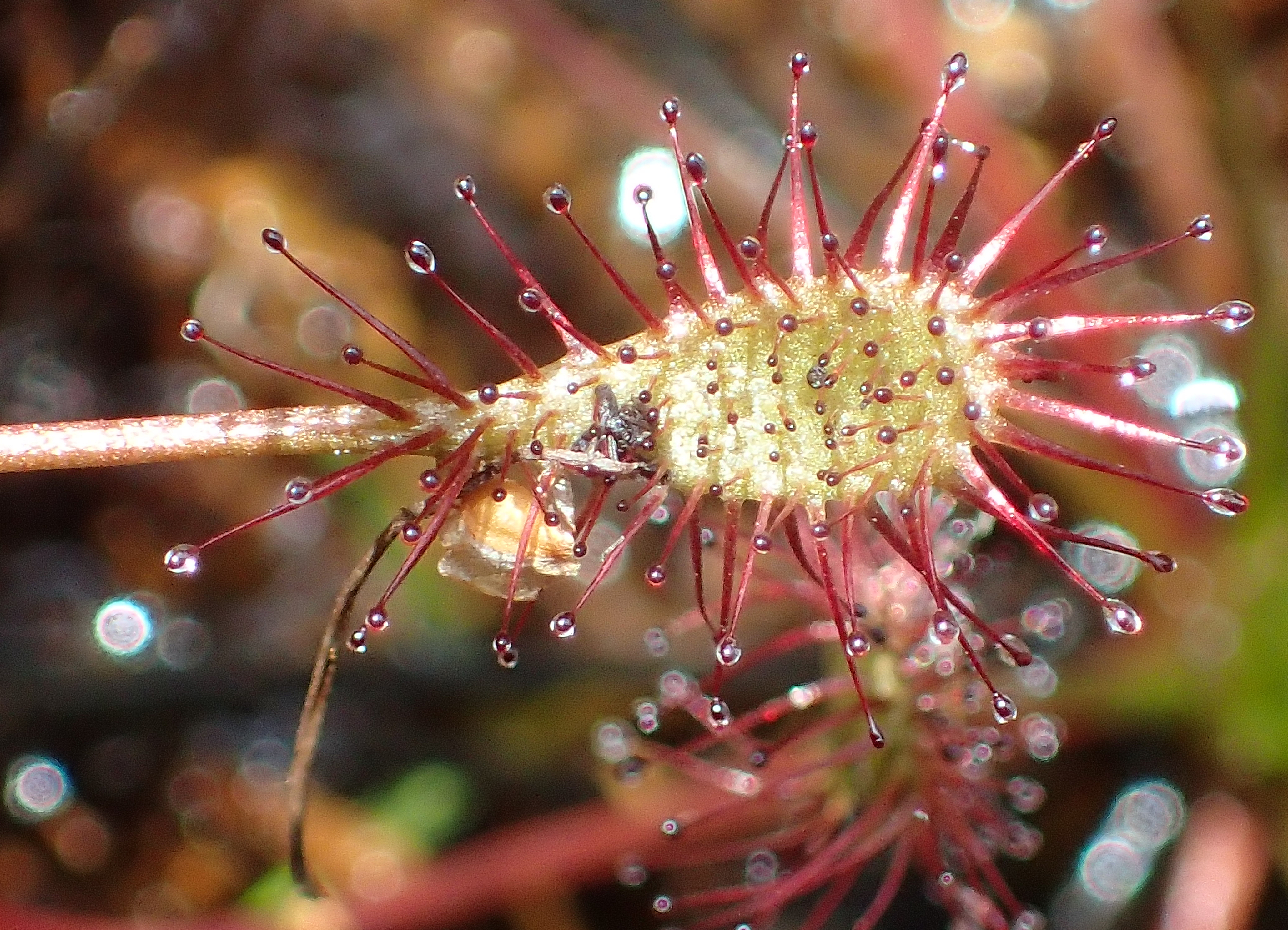
Mittlerer Sonnentau

Unzählige seltene Pflanzenarten leben hier, besonders erwähnenswert sind:
- Krautweide (kleinste Baum der Welt)
- Gewöhnliche Moosbeere
- Mittlerer Sonnentau
- Rosmarinheide
- Lavendelweide[1]

## Gebote
Zum Schutz der Wildtiere und Pflanzen gelten bestimmte Gebote. In mehreren Zonen besteht eine ganzjähriges Wegegebot, nördlich der Rauhen Köpfe, am Wiegensee und auf der Südseite des hinteren Silbertals. Zudem gibt es mehrere Wegegebote im Winter, als Wege gelten dann nur Forststraßen.
Mountainbiken ist nur zw. 15. Juni und 15. Oktober in der Zeit von 7:00 – 20:00 Uhr auf den gekennzeichneten Routen erlaubt. Auf der Strecke Silbertal – Tirol gilt eine zeitliche Beschränkung von 15. Juni bis zum 15. September.
Das Variantenskifahren ist nur von der Bergstation Glattingrat (Sonnenkopf) über die vorgegebenen Korridore in das Nenzigasttal erlaubt. Wintersport in der Nacht ist untersagt. Als Nachtzeit gilt der Zeitraum von eineinhalb Stunden nach Sonnenuntergang bis eineinhalb Stunden vor Sonnenaufgang.
Im Schutzgebiet gilt ein Leinengebot für Hunde mit einer max. 3 m langen Leine.
Zelten, Lagern, Feuer machen und Biwakieren sind im Schutzgebiet verboten.
Für Gleitschirmflieger, Segelflieger, Drohnen und andere Fluggeräte gilt eine Mindestflughöhe von 300 m über dem Gelände. Starten und Landen sind im Schutzgebiet nicht erlaubt.